# Pakin
Pakin – zamieszkany atol w Mikronezji, w stanie Pohnpei. Należy do archipelagu Karolin na Oceanie Spokojnym. Wraz z atolem Pohnpei oraz atolem Ant tworzy Wyspy Senjawin.

## Geografia
Pakin leży 29 km na północny zachód od Pohnpei. Długość atolu wynosi 10 km, a szerokość 3,6 km. Atol składa się z 5 wysp, m.in.: Nikalap (Nikahlap) na północnym zachodzie (największa wyspa), Mant (Mwanit) na południowym wschodzie oraz Pielepwil i Uyetik we wschodniej części. Wyspy zajmują łączną powierzchnię 1,1 km². Łączna powierzchnia atolu wynosi 24 km², a największa głębokość laguny wynosi 55 m.
Jedyna droga morska do laguny wiedzie od południowo-zachodniej strony.